# حیات وحش یمن

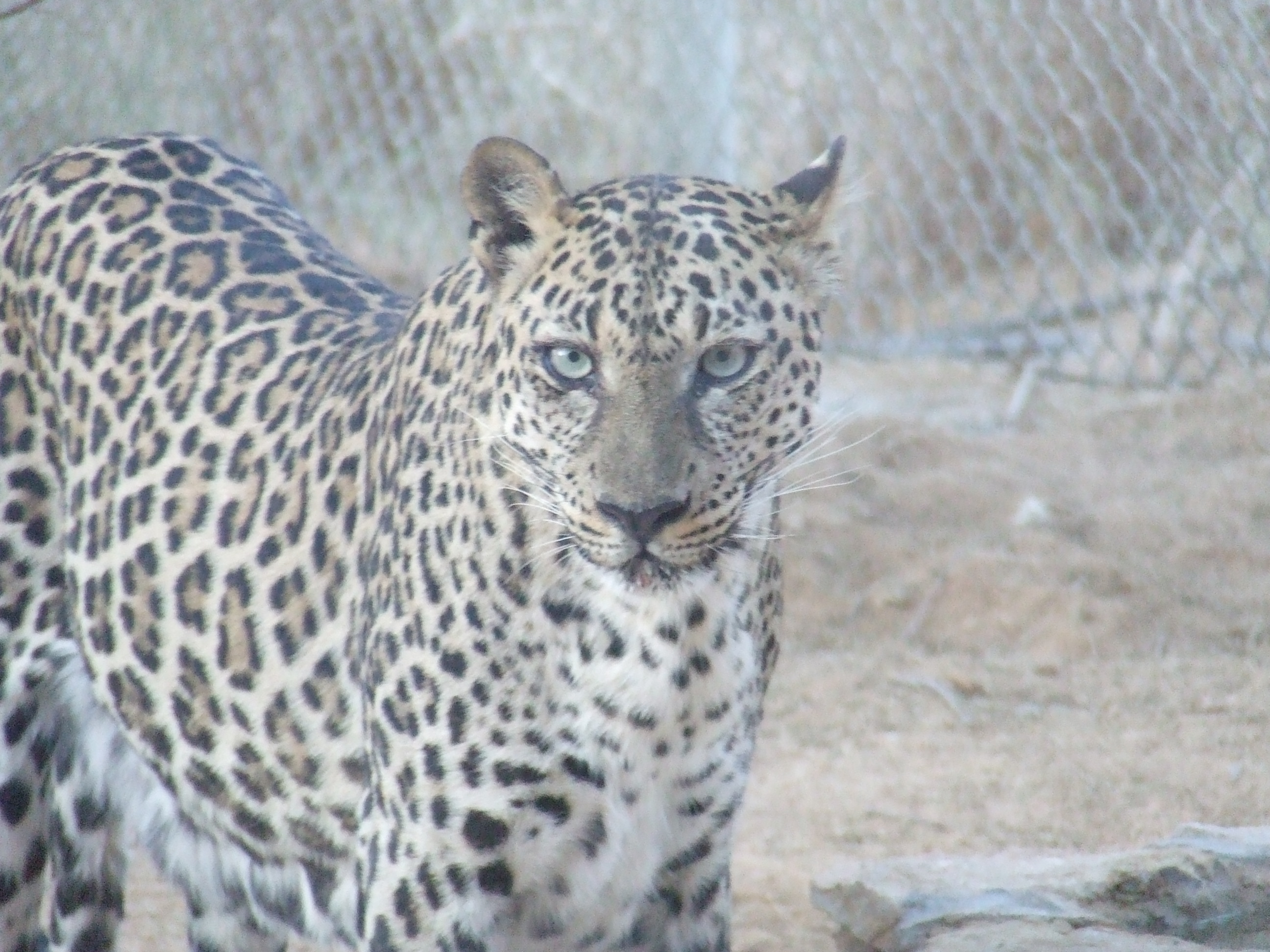
پلنگ عربی شدیداً در معرض انقراض است.

حیات وحش یمن وافر و متنوع است. یمن کشوری بزرگ در نیمه جنوبی شبه‌جزیره عربستان با چندین منطقه جغرافیایی است که هرکدام گوناگونی گیاهان و جانورانی را دارند که با زیستگاه‌های مختص خود سازگار شده‌اند.

## زیاگان
حدود ۴۶۴ گونه پرنده در یمن ثبت شده‌اند که ده تای آنها بوم‌زاد این کشور و شامل سارگپه سقطرا، مرغ حق سقطرا، سبدنشین سقطرا، سسک سقطرا، سار سقطرا، شهدخوار سقطرا، صعوه ابروسفید، زردپره سقطرا، گنجشک سقطرا و گنجشک عبد الکوری هستند.
بابون مقدس در بخش‌هایی از کشور وجود دارد و باور می‌رود که حدود هفتاد پلنگ عربی وحشی در آنجا باقی مانده باشند. یک برنامه زادآوری در اسارت در باغ وحش تعز در مناطق کوهستانی یمن در حال اجرا است. دیگر پستانداران یافت‌شده در یمن شامل آهوی کوهی، گرگ، شاه‌روباه، روباه شنی، کاراکال، گربه شنی، گربه وحشی، مشکین‌گربه معمولی، کفتار راه‌راه، شغال طلایی، گورکن عسل‌خوار، خدنگ دم‌پشمی، خرگوش کوهی صخره، خارپشت بیابانی، حشره‌خوار عربی، موش خاردار طلایی، پامسواکی مصری کوچک، چندین گونه جربیل و تعدادی از گونه‌های خفاش هستند.